# Waalkade (Tiel)

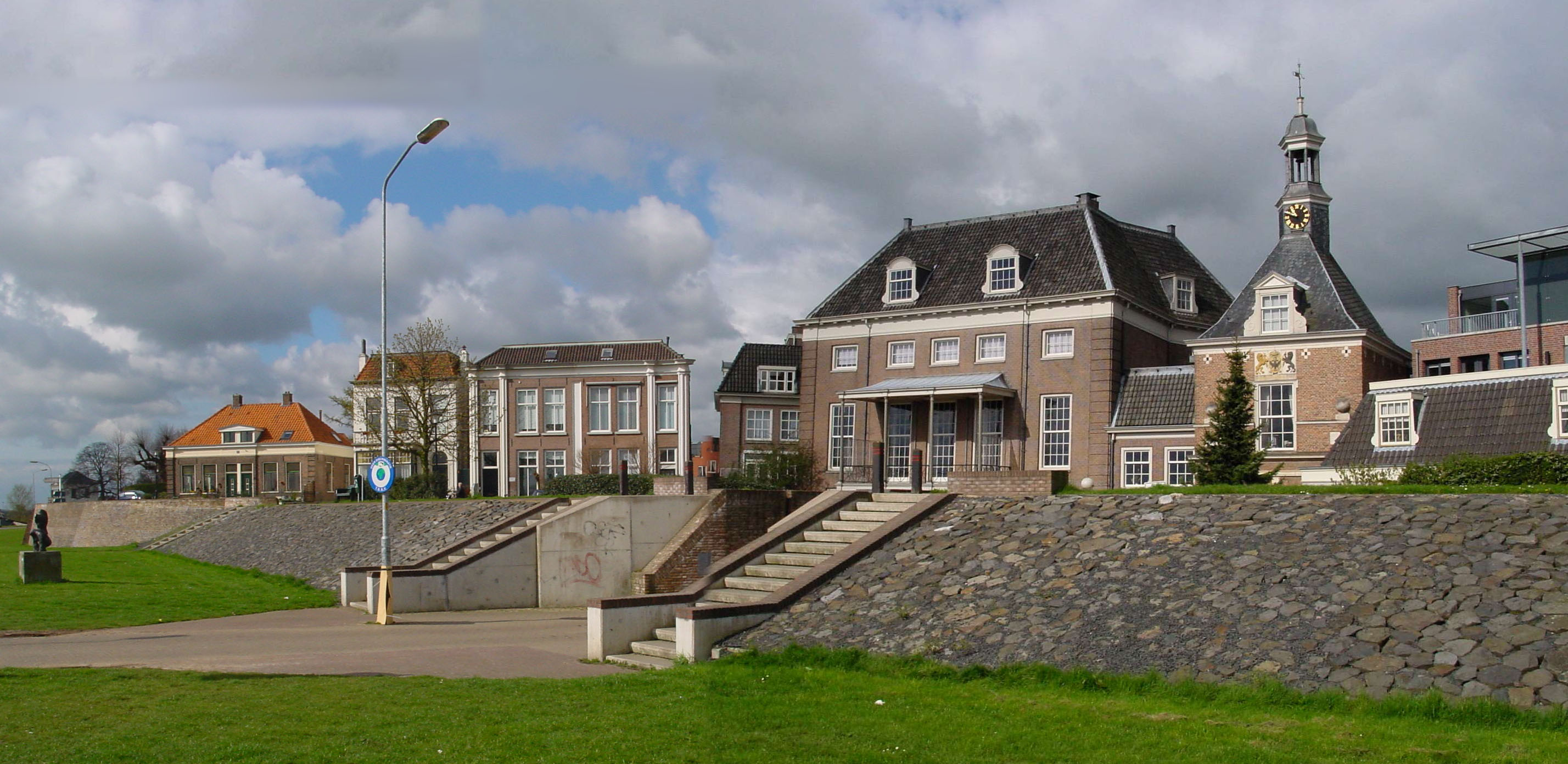
Waalkade bij de Waterpoort

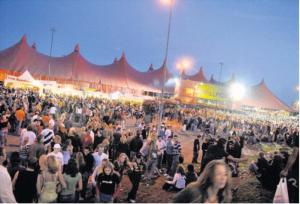
Appelpop, het grootste gratis muziekfestival van Nederland

De Waalkade is een evenemententerrein in de Nederlandse stad Tiel gelegen aan de rivier de Waal. Het terrein ligt buitendijks en bij hoogwater overstroomt het. Vanaf de Waalkade komt men door de coupures in de Waaldijk de stad binnen, onder andere bij de Waterpoort. Deze coupures worden bij extreem hoogwater gebruikt om de stad te beschermen. In de twee sleuven in de coupures worden twee rijen balken neergelaten; de tussenruimte wordt nog op traditionele wijze gevuld met verse paardenmest. Naast de veerstoep van het veer naar Wamel bevinden zich vier grote camperplaatsen.
De Waalkade wordt van oudsher gebruikt voor de intocht van Sinterklaas, het jaarlijkse circus en tweemaal per jaar de kermis. Diverse bekende wielerrondes zijn er gestart of gefinisht.
In 1970 werd op de Waalkade al het Betuws Popfestival gehouden, waar onder meer Golden Earring, The Kinks, Black Sabbath, Cat Stevens, Arthur Brown en de Tielse band De Dream optraden. Sinds september 1992 is het de locatie van Appelpop, het grootste gratis muziekfestival van Nederland. De Waalkade was ook het terrein waar in oktober 2009 een Vikingmarkt werd gehouden. Driehonderd acteurs speelden een veldslag in het Paardenwater ter herinnering aan de plundering van Tiel die duizend jaar geleden plaatsvond.
In de loop der jaren zijn er zeer diverse evenementen gehouden zoals het Mega Piraten Festijn in 2009 en 2010, en een All American Day in 2010 (een evenement in het teken van Amerikaanse auto's, motoren en trucks). In mei 2011 en in 2012 was het de locatie van het Waalkadefeest: een muziekspektakel met diverse Nederlandstalige artiesten en een slotconcert van Frans Duijts. In 2011 is ook voor het eerst "Woodstock aan de Waal" georganiseerd, met muziek en kraampjes in flowerpower-stijl. "Woodstock aan de Waal" is in de latere jaren uitgebreid tot een tweedaags evenement.
De gemeente Tiel wil meer evenementen naar de Waalkade trekken, om de stad aantrekkelijker te maken voor toerisme en recreatie. Nieuw gebouwde parkeerterreinen en  parkeergarages nemen de parkeermogelijkheden van de Waalkade over zodat deze een echte recreatieruimte kan worden.